# Kurbaryl

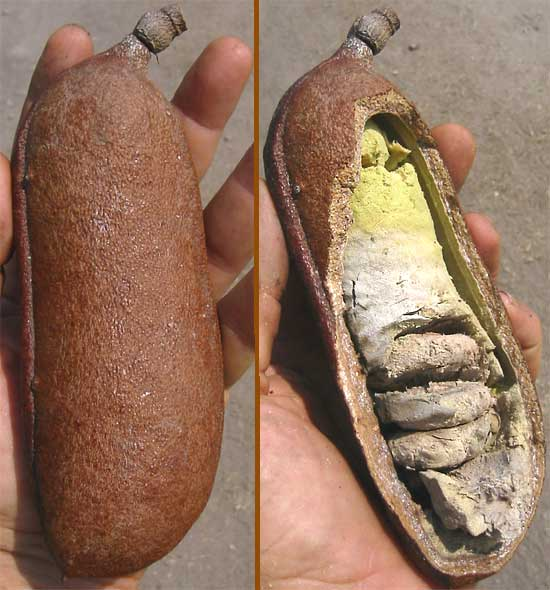
Plod kurbarylu obecného

Kurbaryl (Hymenaea) je rod tropických stromů z čeledi bobovité. Zahrnuje asi 30 druhů rozšířených především v tropické Americe. Kurbaryl obecný (Hymenaea courbaril) poskytuje pryskyřici zvanou kopál a plody mají jedlou dužninu.

## Popis
Zástupci rodu kurbaryl jsou středně velké až mohutné stálezelené stromy s listy složenými ze 2 lístků. Z narušeného kmene vytéká pryskyřice. Listy jsou kožovité, tuhé, s prosvítavě tečkovanou čepelí a krátkým řapíkem až téměř přisedlé. Květy jsou středně velké, nejčastěji bílé, uspořádané v bohatých vrcholových vrcholičnatých latách.
Kalich je dužnatý, se 4 laloky a zvonkovitou kališní trubkou. Korunních lístků je 5, řidčeji 3, jsou nestejně velké, volné, vrchní korunní lístek bývá největší a obrácený dovnitř. Tyčinek je 10, jsou volné, lysé. Semeník nese nitkovitou čnělku zakončenou krátkou bliznou. Plodem je tlustě kožovitý až dřevnatý nepukavý lusk připomínající peckovici a obsahující několik semen obklopených suchou dužninou.

## Rozšíření
Rod zahrnuje asi 25 až 30 druhů a je rozšířen především v tropické Americe od jižního Mexika po Brazílii a Paraguay, méně v Africe a na Madagaskaru (H. verrucosa).

## Taxonomie
Rod Hymenaea je v rámci taxonomie bobovitých řazen do podčeledi Detarioideae.
Někdy je jako areál rozšíření tohoto rodu udávána pouze tropická Amerika. Je to dáno tím, že africký druh Hymenaea verrucosa byl dříve řazen do samostatného rodu Trachylobium (jako Trachylobium verrucosum).

## Význam
Kurbaryl obecný (Hymenaea courbaril), druh rozšířený od Mexika po Brazílii, poskytuje všestranný užitek. Tvrdé dřevo je používáno v truhlářství a na stavbu kánoí a lodí a je použitelné jako náhrada dřeva dubu, akátu nebo ořechovce. Je obchodováno pod názvem courbaril. Běl je 6 až 12 cm široká, šedohnědá, jádrové dřevo je oranžové až tmavě červenohnědé a často tmavě žilkované. Gumovitá hořká pryskyřice vytékající z kmene je známa jako kopál a byla používána při léčení astmatu, revmatismu, vředů a některých pohlavních chorob a také jako vykuřovadlo v kostelích a k výrobě trvanlivých laků na dřevo. Dužnina plodů je jedlá, za zralosti vysychá v moučnatý prášek který se přidává do pokrmů. Z dužniny rozmíchané ve vodě se připravuje nápoj nebo se nechává zkvasit. Jedlou dužninu má i druh Hymenaea martiana.